# Porsche North America
Porsche North America var Porsches fabriksstall i PPG IndyCar World Series under slutet av 1980 och början av 1990-talet.

## Historia
Porsche gjorde sitt första försök att vinna Indianapolis 500 under 1970-talet, men man kom aldrig still start efter oense med USAC om hur mycket boost man skulle få ha i turbon. Porsche återvände till säsongen 1988. Teamet fick bära Porsches namn och ställde till en början upp med både deras chassin och motorer. Chassit var ingen succé, utan stallet bytte till March istället. Under säsongen 1989 lyckades stallets enda förare Teo Fabi sluta fyra i mästerskapet, vilket var stallets största framgång. Efter några år utan framgång i Indy 500, valde dock Porsche att dra tillbaka stödet med motorer och finanser, och istället startade stallchefen Derrick Walker Walker Racing, som kom att bli ett framgångsrikt team i slutdelen av 1990-talet.